# Стронг (Арканзас)
Стронг (англ. Strong) — місто (англ. city) в США, в окрузі Юніон штату Арканзас. Населення — 410 осіб (2020).

## Географія
Стронг розташований на висоті 30 метрів над рівнем моря за координатами 33°6′29″ пн. ш. 92°21′35″ зх. д. / 33.10806° пн. ш. 92.35972° зх. д. (33.107918, -92.359857).  За даними Бюро перепису населення США в 2010 році місто мало площу 2,89 км², уся площа — суходіл.

## Демографія
Згідно з переписом 2010 року, у місті мешкало 558 осіб у 240 домогосподарствах у складі 152 родин. Густота населення становила 193 особи/км².  Було 292 помешкання (101/км²). 
Расовий склад населення:
| - 60,8 % — чорних або афроамериканців - 31,5 % — білих - 0,2 % — корінних американців - 0,2 % — азіатів - 5,4 % — осіб інших рас |

До двох чи більше рас належало 2,0 %. Іспаномовні складали 8,2 % від усіх жителів.
За віковим діапазоном населення розподілялося таким чином: 22,4 % — особи молодші 18 років, 59,7 % — особи у віці 18—64 років, 17,9 % — особи у віці 65 років та старші. Медіана віку мешканця становила 39,6 року. На 100 осіб жіночої статі у місті припадало 86,6 чоловіків;  на 100 жінок у віці від 18 років та старших — 82,7 чоловіків також старших 18 років.
Середній дохід на одне домашнє господарство  становив 30 766 доларів США (медіана — 19 931), а середній дохід на одну сім'ю — 45 066 доларів (медіана — 38 571). За межею бідності перебувало 23,0 % осіб, у тому числі 20,9 % дітей у віці до 18 років та 14,7 % осіб у віці 65 років та старших.
Цивільне працевлаштоване населення становило 144 особи. Основні галузі зайнятості: виробництво — 31,9 %, освіта, охорона здоров'я та соціальна допомога — 18,8 %, транспорт — 10,4 %, сільське господарство, лісництво, риболовля — 9,7 %.
За даними перепису населення 2000 року в Стронгу проживало 651 особа, 171 сім'я, налічувалося 256 домашніх господарств і 285 житлових будинків. Середня густота населення становила близько 225 осіб на один квадратний кілометр. Расовий склад Стронга за даними перепису розподілився таким чином: 42,24 % білих, 53,61 % — чорних або афроамериканців, 0,15 % — корінних американців, 0,15 % — азіатів, 0,77 % — представників змішаних рас, 3,07 % — інших народів. Іспаномовні склали 5,68 % від усіх жителів міста.
З 256 домашніх господарств в 29,3 % — виховували дітей віком до 18 років, 37,5 % представляли собою подружні пари, які спільно проживали, в 23,8 % сімей жінки проживали без чоловіків, 33,2 % не мали сімей. 30,5 % від загального числа сімей на момент перепису жили самостійно, при цьому 14,1 % склали самотні літні люди у віці 65 років та старше. Середній розмір домашнього господарства склав 2,54 особи, а середній розмір родини — 3,19 особи.
Населення міста за віковим діапазоном за даними перепису 2000 року розподілилося таким чином: 29,8 % — жителі молодше 18 років, 10 % — між 18 і 24 роками, 22,6 % — від 25 до 44 років, 20,3 % — від 45 до 64 років і 17,4 % — у віці 65 років та старше. Середній вік мешканця склав 36 років. На кожні 100 жінок в Стронгу припадало 77,9 чоловіків, у віці від 18 років та старше — 75,1 чоловіків також старше 18 років.
Середній дохід на одне домашнє господарство в місті склав 21 389 доларів США, а середній дохід на одну сім'ю — 26 023 долара. При цьому чоловіки мали середній дохід в 25 750 доларів США на рік проти 20 417 доларів середньорічного доходу у жінок. Дохід на душу населення в місті склав 10 802 долари на рік. 24,3 % від усього числа сімей в окрузі і 32,3 % від усієї чисельності населення перебувало на момент перепису населення за межею бідності, при цьому 47,5 % з них були молодші 18 років і 22,6 % — у віці 65 років та старше.